# АК-47
AK-47 или калашњиков је јуришна пушка коју је конструисао Михаил Калашњиков и која је коришћена у многим државама Источног блока током Хладног рата. У поређењу са пушкама из Другог светског рата, AK је лакши, компактнији, мањег домета, развијен око метка калибра 7,62×39 mm , и има могућност одабира паљбе. Ово је једна од првих правих јуришних пушака, и још увек је најраспрострањенија. AK и његове бројне варијанте су произвођене и још увек се производе у великом броју у односу на друге јуришне пушке.
Модификована верзија под називом Застава М70 је произвођена у СФР Југославији.

## Развој
Према једној причи, тенковски наредник Михаил Калашњиков је почео да замишља претечу овог оружја још док је био у болници, након што је повређен у бици за Брјанск. Иако је конкурс био расписан за метак 7.62 × 39 mm које су развили Јелисаров и Семин 1943, он је погрешно обавештен да је ново оружје требало развити око метка 7,62x25 mm ТТ. Судајевљев аутомат ППС-43 је имао предност над Калашњиковљевом конструкцијом. Аутомат није прошао незапажено, па је предложено је да Калашњиков буде изабран за вођу конструкторског тима.
Оптуживан је често да је његова конструкција заснована на немачкој јуришној пушци Штурмгевер 44.
Упркос очигледној концептуалној сличности, Михаил Калашњиков пориче да је његова конструкција заснована на немачкој јуришној пушци. Наиме, систем забрављивања (ротациони затварач) и склоп механизма за окидање су радикално другачији, боље пројектовани и поузданији.
Генијалност у конструкцији AK је једноставност и прилагођавање масовној производњи. На AK се може гледати као фузију најбољег у оружарству до тада, настао применом огромног искуства стеченог у Другом светском рату, и произведен најбољим технолошким процесима који су били доступни у Совјетском Савезу у то време.
Било је много потешкоћа током почетне фазе производње. Први произведени модели су имали делове произведене глодањем, што је био скупљи и спорији начин производње. Опрема и радници који су производили делове за Мосин-Наган пушке брзо су се прилагодили. Делимично због ових проблема, Совјети нису били у стању да дистрибуирају велик број ових нових пушака до 1956. Током овог периода, производња инфериорнијих полуаутоматских СКС пушака је настављена.
Уместо заустављања производње, производња је појефтињена и убрзана - наиме, сандук оружја је произвођен поступком пресовања. Ово је убрзало производњу. Када су почетни производни проблеми превазиђени, и производња се уходала, нова унапређена верзија означена је као АКМ (М за „модернизовано“ или „унапређено") је представљена 1959. Нова верзија је користила штампани (пресовани) сандук и имала је укосо засечен штитник уста цеви, да би се компензовао одскок и трзање. Такође је била нешто лакша од претходног AK. АКМ је извожен широм света да би се помогло покретима који су ширили комунизам. Ова верзија је надаље скоро искључиво произвођена, без обзира да ли је производња била лиценцирана или не; овај модел се најчешће среће. Упркос овој чињеници, пушке овог типа су се најчешће означаване као AK на западу. У већини земаља Источног блока ово оружје је познато просто као Калашњиков.
1978, Совјетски Савез је почео да замењује своје AK и АКМ пушке новијим моделом АК-74, развијеним око метка 5,45x39 mm. Нова пушка и магацини су почели да се извозе у источноевропске државе тек када се Совјетски Савез распао, драстично смањивши производњу овог и другог малог оружја.

## Значајне особине
AK је једноставан и јефтин за производњу и лак за чишћење и одржавање. Његова снага и моћ су легендарне. Велики гасни клип, значајни зазори између покретних делова су омогућили пушци да поднесе велике количине прљавштине и функционише без застоја.
Задњи степени нишан је подесив, где сваки положај обележава стотине метара. Предњи нишан је за подесив ради корекције на терену. Подешавање протока гаса је урађено у фабрици пре предаје. Подешавања усмеравају метке неколико центиметара изнад или испод тачке нишањења у домету од приближно 250 метара. Ово блиско подешавање омогућава кориснику да пуца на блиске мете без подешавања нишана. Дужа подешавања су намењена за чишћење терена. Ова подешавања одражавају пушке Мосин-Наган и СКС Симонов које је AK заменио. Ово је олакшало прелаз и упростило обуку.
Цев и комора, као и гасни клип и унутрашњи гасни цилиндар, су хромирани. Ова облога је драстично продужила век трајања ових делова чинећи их отпорним на корозију и хабање. Хромирање делова је сада уобичајено у већини модерних војних оружја.

## Балистика
Стандардни AK испаљује муницију 7,62 × 39 mm са излазном брзином од 710 метара у секунди. Излазна енергија је 1.990 џула. Дужина чауре је 38,6 милиметара, а маса зрна око 8 грама. AK и АКМ имају ефикасан домет од око 400 метара.
Ради поређења метак 7,62 × 54 Р mm са зрном масе 12 грама и брзином од 818 метара у секунди има енергију од приближно 4.000 џула.

## Оперативни циклус
Да би пуцао, оператор прво убацује напуњен оквир, помера полугу селектора паљбе на најнижу позицију, ручицу за пуњење повуче назад и пусти и онда притисне окидач. У оваквом положају полуге селектора паљбе, пушка пуца појединачно захтевајући да се окидач отпусти и и притисне опет за следећи хитац све док се оквир не испразни. У средњем положају полуге селектора паљбе, пушка наставља да пуца, аутоматски убацујући нове метке у лежиште метка, све док се оквир не испразни или док се не отпусти окидач.

## Културни утицај
AK и његовим изведбама су биле наклоњене многе незападне силе због његове лакоће коришћења, робусности, једноставности и ниске цене производње. Процене производње премашују 100 милиона комада. Током већег дела Хладног рата, Совјетски Савез и Кина су спроводили програм војне помоћи, обезбеђујући своје наоружање и техничко знање бројним државама. Такође, оружјем су снабдевани прокомунистички покрети као што су Сандинисти и Вијет Конг. (Ова политика се примењивала и на Западу, пошто су Сједињене Државе обезбеђивале оружје групама као што су авганистански Муџахедини.)
Јасан утицај овог оружја се не показује само бројкама. AK се налази на застави и грбу Мозамбика (некада и на грбу Буркине Фасо) и на застави Хезболаха. Калаш, скраћено од Калашњиков се користи као име за дечаке у неким афричким државама. Штавише, творци филмова који наоружавају филмске терористе, чланове банди и генерално све лоше момке са AK дају оружју још већу културну мистичност. Бројне видео-игре у себи имају AK. Ово оружје је коришћено као позадина за репортере током вести о тероризму. Писци су такође брзи на наоружавању њихових ликова са овим оружјем.
Широка распрострањеност AK, његова иконографија, чињеница да га поседују већина различитих скица за оружје и његово спајање са оружаним конфликтима ће обезбедити значајан и видљив утицај на друштво.

## Верзије

### Остале верзије
Модел АКМ развијен и уведен 1960-их је користио муницију истог калибра (7,62 мм) као и AK. Модел AK-74 уведен у СССР-у 1970-их користи муницију калибра 5,45 милиметара, чиме је постигнута већа брзина зрна и прецизност гађања. Касније (1991) је овај модел модернизован (АК-74М) и уведен у наоружање. Последња два модела (развијена између 2012-2016) које користи руска армија су АК-12 и АК-15. Оба модела имају склапајући кундак и по две вођице (горња и доња) од којих се горња користи за монтирање оптичког нишана, рефлектора или ласерског даљиномера а доња за монтирање пиштољског рукохвата. АК-12 користи муницију калибра 5,45 mm а АК-15 муницију калибра 7,62 mm.
AK и његови наследници се праве или су се правили у следећим земљама: Египту, Кини, Северној Кореји, Источној Немачкој, Пољској, Србији (као М-70 или М-80 серија), Румунији, Мађарској (као АМД-63 и АМД-65), Ираку и Бугарској.
Основна конструкција AK је коришћена као основа за друге успешне пушке као што су фински Валмет 62/76, израелски Галил, индијски ИНСАС и српску Заставу М76, M77 и М77/82.

## Корисници
- Албанија
- Босна и Херцеговина
- Камбоџа
- Република Македонија
- Хрватска
- Ирак
- Црна Гора
- Србија
- Словенија: Не користи се више, умјесто ње се употребљава FN F2000.
- Русија
- Белорусија
- Северна Кореја

И још у преко 30 земаља света